# Stazione meteorologica di Gela (Osservatorio delle Acque)
La stazione meteorologica di Gela (ODA) è la stazione meteorologica di riferimento relativa alla città di Gela.

## Medie climatiche ufficiali

### Dati climatologici 1981-2010
In base alla media di riferimento (1981-2010), la temperatura media del mese più freddo, febbraio, si attesta a +12,9 °C; quella del mese più caldo, agosto, è di +27,5 °C. Le precipitazioni medie annue (calcolate in base alla media 1925-2002) si attestano a soli 398,2 mm.
L'anno più piovoso del periodo esaminato è stato il 1958 con 707,5 mm. L'anno meno piovoso è stato il 1981 con 187,0 mm.
| Gela (1981-2010)    | Mesi | Mesi | Mesi | Mesi | Mesi | Mesi | Mesi | Mesi | Mesi | Mesi | Mesi | Mesi | Stagioni | Stagioni | Stagioni | Stagioni | Anno  |
| Gela (1981-2010)    | Gen  | Feb  | Mar  | Apr  | Mag  | Giu  | Lug  | Ago  | Set  | Ott  | Nov  | Dic  | Inv      | Pri      | Est      | Aut      | Anno  |
| ------------------- | ---- | ---- | ---- | ---- | ---- | ---- | ---- | ---- | ---- | ---- | ---- | ---- | -------- | -------- | -------- | -------- | ----- |
| T. max. media (°C)  | 17,2 | 17,3 | 18,9 | 21,4 | 25,1 | 28,4 | 30,9 | 31,7 | 29,3 | 26,4 | 22,0 | 18,2 | 17,6     | 21,8     | 30,3     | 25,9     | 23,9  |
| T. min. media (°C)  | 8,6  | 8,4  | 9,8  | 11,9 | 15,9 | 19,7 | 22,4 | 23,2 | 20,9 | 17,7 | 13,2 | 10,0 | 9,0      | 12,5     | 21,8     | 17,3     | 15,1  |
| Precipitazioni (mm) | 57,1 | 39,4 | 34,5 | 25,3 | 14,0 | 5,5  | 2,5  | 8,7  | 28,5 | 56,1 | 60,7 | 65,9 | 162,4    | 73,8     | 16,7     | 145,3    | 398,2 |

## Valori estremi

### Temperature estreme mensili dal 1968 al 2018
Nella tabella sottostante sono riportate le temperature massime e minime assolute mensili, stagionali ed annuali dal 1968 al 2018, con il relativo anno in cui si queste si sono registrate. La massima assoluta del periodo esaminato di +40,0 °C risale al giugno 1971, mentre la minima assoluta di +1,2 °C è del gennaio e febbraio 1999.
| Gela (1968-2018)      | Mesi        | Mesi        | Mesi        | Mesi        | Mesi        | Mesi        | Mesi        | Mesi        | Mesi        | Mesi        | Mesi        | Mesi        | Stagioni | Stagioni | Stagioni | Stagioni | Anno |
| Gela (1968-2018)      | Gen         | Feb         | Mar         | Apr         | Mag         | Giu         | Lug         | Ago         | Set         | Ott         | Nov         | Dic         | Inv      | Pri      | Est      | Aut      | Anno |
| --------------------- | ----------- | ----------- | ----------- | ----------- | ----------- | ----------- | ----------- | ----------- | ----------- | ----------- | ----------- | ----------- | -------- | -------- | -------- | -------- | ---- |
| T. max. assoluta (°C) | 27,0 (1997) | 26,3 (1990) | 29,5 (2001) | 36,8 (2016) | 35,2 (1969) | 40,0 (1971) | 38,5 (1982) | 39,3 (2000) | 36,3 (2000) | 33,1 (1990) | 29,1 (1990) | 25,0 (1989) | 27,0     | 36,8     | 40,0     | 36,3     | 40,0 |
| T. min. assoluta (°C) | 1,2 (1999)  | 1,2 (1999)  | 1,6 (2016)  | 3,2 (1977)  | 8,2 (1982)  | 11,0 (1997) | 11,1 (1984) | 12,3 (1981) | 10,0 (2018) | 9,3 (1972)  | 1,5 (1995)  | 2,8 (1988)  | 1,2      | 1,6      | 11,0     | 1,5      | 1,2  |